# ヴィルヘルム・クリストフ (ヘッセン＝ホンブルク方伯)
ヴィルヘルム・クリストフ（ドイツ語：Wilhelm Christoph, 1625年11月13日 - 1681年8月27日）は、第2代ヘッセン＝ホンブルク方伯（在位：1648年 - 1669年）であるが、ヘッセン＝ビンゲンハイム方伯とよばれる。

## 生涯
ヴィルヘルム・クリストフはヘッセン＝ホンブルク方伯フリードリヒ1世の第4子としてオーバー・ロスバッハで生まれた。家族はペストから逃れるためこの地に来ていた。父フリードリヒ1世が1638年に死去したため、子供たちは母マルガレーテ・エリーザベト・フォン・ライニンゲン＝ヴェスターブルクの後見の下で育てられた。
1650年4月21日に16歳でゾフィー・エレオノーレ・フォン・ヘッセン＝ダルムシュタットと結婚した時、妻の父ゲオルク2世は娘にビンゲンハイムの統治と城をゆだねた。戦争を嫌うヴィルヘルム・クリストフは、何度か改築され拡張されたヴェッテラウのビンゲンハイム城に住むことを好んだ。ヴィルヘルム・クリストフは実際の居地であるホンブルクよりもビンゲンハイムを好み、1669年にはホンブルクを売却したことから、彼は通常ビンゲンハイム方伯と呼ばれていた。
詩と科学を好んだヴィルヘルム・クリストフは、「実りを結ぶ会」のメンバーであり、「飾られた人（der Geschmückte）」という名を与えられた。
一方、ヴィルヘルム・クリストフは魔女狩りの熱心な支持者であった。他のヘッセンの君主は躊躇していたが、ヴィルヘルム・クリストフは自身の小国で5人の子供を含む53人を処刑した。
ヴィルヘルム・クリストフには、ゾフィー・エレオノーレとの間に8人の息子を含む12人の子供がいたが、男子全員がヴィルヘルム・クリストフに先だって死去した。ゾフィー・エレオノーレは29歳で12人目の子供を出産した際に亡くなった。ヴィルヘルム・クリストフは1665年4月2日にリューベックでアンナ・エリーザベト・フォン・ザクセン＝ラウエンブルク（1624年8月23日 - 1688年5月27日）と結婚した。ヴィルヘルム・クリストフは結婚式の前に花嫁に会ったことはなく、「公女は猫背であることが判明し、自然は彼女に肉体的な愛のために意志を与えたが、能力は与えなかった」。
離婚しようとしたものの失敗した後、ヴィルヘルム・クリストフは妃の17歳の女官であるアンナ・エリザベート・フォン・リュツォフと関係を持つようになった。愛妾が妊娠したとき、ヴィルヘルム・クリストフは愛妾をフィリップゼック城に隠した。特にアンナ・エリザベートがヘッセン＝ダルムシュタット方伯ルートヴィヒ6世と関係を持っていたため、この関係はダルムシュタットでは歓迎されなかった。ルートヴィヒ6世は従兄弟ヴィルヘルム・クリストフを出し抜く機会を逃さず、1670年6月6日にアンナ・フォン・リュツォフを誘拐するよう命じ、ビーデンコップ城で拘束された。弟フリードリヒと後にフリードリヒの義理の伯父となる大選帝侯が干渉したため、問題は複雑となった。6月にルートヴィヒ6世はアンナ・フォン・リュツォフとその子供を秘密の場所に連れて行き、どちらも二度と現れることはなかった。
1672年8月24日、アンナ・エリザベートは夫と離婚し、フィリップゼック城を居所とした。アンナ・エリザベートはボーデンロートとマイバッハの貧しい人々のために学校を設立しようとした。1688年5月27日に64歳で死去し、ミュンスター教会の聖歌隊席の下の地下室に埋葬された。
ヴィルヘルム・クリストフはホンブルグ方伯領には興味がなかった。これは、1669年にホンブルクを200,000ギルダーで弟ゲオルク・クリスティアンに売却したことでもわかる。ヴィルヘルム・クリストフは1681年8月27日にハンブルクで死去し、バート・ホンブルク城の地下室に埋葬されている。ヘッセン＝ダルムシュタット家はビンゲンハイムを取り戻し、ヴィルヘルム・クリストフの2人の弟をいらだたせることとなる。

## 子女
ヘッセン＝ダルムシュタット方伯ゲオルク2世の娘ゾフィー・エレオノーレとの間に以下の子女をもうけた。
- フリードリヒ（1651年）
- クリスティーネ・ヴィルヘルミーネ（1653年 - 1722年） - 1671年にメクレンブルク＝グラーボウ公フリードリヒと結婚
- レオポルト・ゲオルク（1654年 - 1675年）
- フリードリヒ（1655年）
- フリードリヒ（1656年）
- カール・ヴィルヘルム（1658年）
- フリードリヒ（1659年）
- マグダレーネ・ゾフィー（1660年 - 1720年） - 1679年にゾルムス＝グライフェンシュタイン伯ヴィルヘルム・モーリッツと結婚
- フリードリヒ・ヴィルヘルム（1662年 - 1663年）